# Margarete Sommer
Margarete (Grete) Sommer (ur. 21 lipca 1893 w Berlinie, zm. 30 czerwca 1965 tamże) – niemiecka katolicka działaczka społeczna, uhonorowana tytułem Sprawiedliwa wśród Narodów Świata za pomoc berlińskim Żydom.

## Życiorys
W czasach nazizmu zajmowała się między innymi udzielaniem pomocy Żydom. Kilkakrotnie przygotowywała raporty dla kardynała Adolfa Bertrama o sytuacji deportowanych z Niemiec katolików żydowskiego pochodzenia. Była świecką dominikanką.
W 1946 roku została odznaczona przez papieża Piusa XII krzyżem Pro Ecclesia et Pontifice.

## Pamięć
Za jej działalność na rzecz ratowania Żydów w 2003 roku przyznano jej pośmiertnie tytuł Sprawiedliwy wśród Narodów Świata
.